# ARM Cortex-M
ARM Cortex-M és un grup de microprocessadors (-M) del tipus RISC de 32 bits llicenciats per l'empresa ARM Holdings. Aquest nuclis consisteixen en Cortex-M0, Cortex-M0+, Cortex-M1, Cortex-M3, Cotex-M4(F), Cortex-M7(F), Cortex-M23, Cortex-M33(F). L'opció (F) significa que el nucli implementa una unitat de procès de nombre en coma flotant o FPU.

## Història
| Anunci | Anunci        |
| Any    | Nucli         |
| ------ | ------------- |
| 2004   | Cortex-M3     |
| 2007   | Cortex-M1     |
| 2009   | Cortex-M0     |
| 2010   | Cortex-M4(F)  |
| 2012   | Cortex-M0+    |
| 2014   | Cortex-M7(F)  |
| 2016   | Cortex-M23    |
| 2016   | Cortex-M33(F) |
| 2020   | Cortex-M55    |
| 2022   | Cortex-M85    |

## Característiques de cada nucli
| Nucli ARM                                          | Cortex M0   | Cortex M0+   | Cortex M1   | Cortex M3    | Cortex M4    | Cortex M7       | Cortex M23           | Cortex M33 | Cortex M55 | Cortex M85 |
| -------------------------------------------------- | ----------- | ------------ | ----------- | ------------ | ------------ | --------------- | -------------------- | ---------- | ---------- | ---------- |
| Temporitzador SysTick de 24 bits                   | Opcional    | Opcional     | Opcional    | Sí           | Sí           | Sí              | Opcional             | Opcional   | Opcional   | Opcional   |
| Port E/O amb 1 cicle únic                          | No          | Opcional     | No          | No           | No           | No              | Opcional             | Opcional   | Opcional   | Opcional   |
| Memòria Bit-Band                                   | No          | No           | No          | Opcional     | Opcional     | No              | No                   | No         | No         | No         |
| Unitat de Protecció de Memòria (MPU)               | No          | Opcional (8) | No          | Opcional (8) | Opcional (8) | Opcional (8,16) | Opcional (4,8,12,16) | Opcional   | Opcional   | Opcional   |
| Unitat d'atributs de seguretat (SAU)               | No          | No           | No          | No           | No           | No              | Opcional (4,8)       | Opcional   | Opcional   | Opcional   |
| Instruccions TCM                                   | No          | No           | Opcional    | No           | No           | Opcional        | No                   | Opcional   | Opcional   | Opcional   |
| Dades TCM                                          | No          | No           | Opcional    | No           | No           | Opcional        | No                   | Opcional   | Opcional   | Opcional   |
| Instruccions Cache                                 | No          | No           | No          | No           | No           | Opcional        | No                   | Opcional   | Opcional   | Opcional   |
| Dades Cache                                        | No          | No           | No          | No           | No           | Opcional        | No                   | Opcional   | Opcional   | Opcional   |
| Registre de desplaçament a taula de vectors (VTOR) | No          | Opcional     | Opcional    | Opcional     | Opcional     | Opcional        | Opcional             | Opcional   | Yes        | Yes        |
| Arquitectura de microprocessador                   | Von Neumann | Von Neumann  | Von Neumann | Harvard      | Harvard      | Harvard         | Von Neumann          | Harvard    | Harvard    | Harvard    |

## Principals fabricants
| Fabricant         | Família         | Sèries              | Descripció                                      |
| ----------------- | --------------- | ------------------- | ----------------------------------------------- |
| NXP               | Kinetis         | L                   | Cortex M0+ i ultra baix consum                  |
| NXP               | Kinetis         | EA                  | Cortex M0+ i sector automotiu i industrial      |
| NXP               | Kinetis         | E                   | Cortex M0+/M4, robust a 5V i sector industrial  |
| NXP               | Kinetis         | W                   | Cortex M0+/M4 i transmissor RF                  |
| NXP               | Kinetis         | K                   | Cortex M0+/M4 altes prestacions i connectivitat |
| NXP               | Kinetis         | V                   | Cortex M0+/M4/M7 i control de motors            |
| NXP               | LPC             | 800, 1100, 1200     | Cortex M0/M0+                                   |
| NXP               | LPC             | 1300,1500,1700,1800 | Cortex M3                                       |
| NXP               | LPC             | 4000,4300,54000     | Cortex M4                                       |
| NXP               | iMX             | R5                  | Cortex M7                                       |
| NXP               | iMX             | 7                   | Cortex A7                                       |
| NXP               | iMX             | 8                   | Cortex A53                                      |
| NXP               | iMX             | 6                   | Cortex A9                                       |
| NXP               | iMX             | 28                  | ARM926IJ                                        |
| Microchip         | Atmel SMART SAM | A5                  | Cortex A5                                       |
| Microchip         | Atmel SMART SAM | C, D                | Cortex M0/M0+                                   |
| Microchip         | Atmel SMART SAM | 3N,3S,3U,3A,3X      | Cortex M3                                       |
| Microchip         | Atmel SMART SAM | G,4L,4E,4N,4S       | Cortex M4                                       |
| Microchip         | Atmel SMART SAM | E, S, V             | Cortex M7                                       |
| Microchip         | Atmel SMART SAM | 7S, 7X              | ARM7TDMI                                        |
| Microchip         | Atmel SMART SAM | 9X,9N,9R,9G,9X,9M   | ARM926IJ                                        |
| Texas Instruments | Sitara          | AM335x, AM3x        | Cortex A8                                       |
| Texas Instruments | Sitara          | AM437x, AM38x, AM1x | Cortex A9                                       |
| Texas Instruments | Sitara          | AM57x, AM5K2Ex      | Cortex A15                                      |
| Texas Instruments | OMAP            | OMAP35xy            | Cortex A8                                       |
| Texas Instruments | OMAP            | L1x                 | ARM926IJ                                        |
| ST                | STM32           | L0, F0              | Cortex M0/M0+                                   |
| ST                | STM32           | L1, F1, F2          | Cortex M3                                       |
| ST                | STM32           | L4, L4+, F3, F4     | Cortex M4                                       |
| ST                | STM32           | F7, H7              | Cortex M7                                       |
| Maxims            | MAX32           | 600                 | Cortex M3                                       |
| Maxims            | MAX32           | 62x, 63x            | Cortex M4F                                      |
| Maxims            | MAX32           | 65x, 66x            | Cortex M4                                       |